# Pocherhaus (Oberdorf)

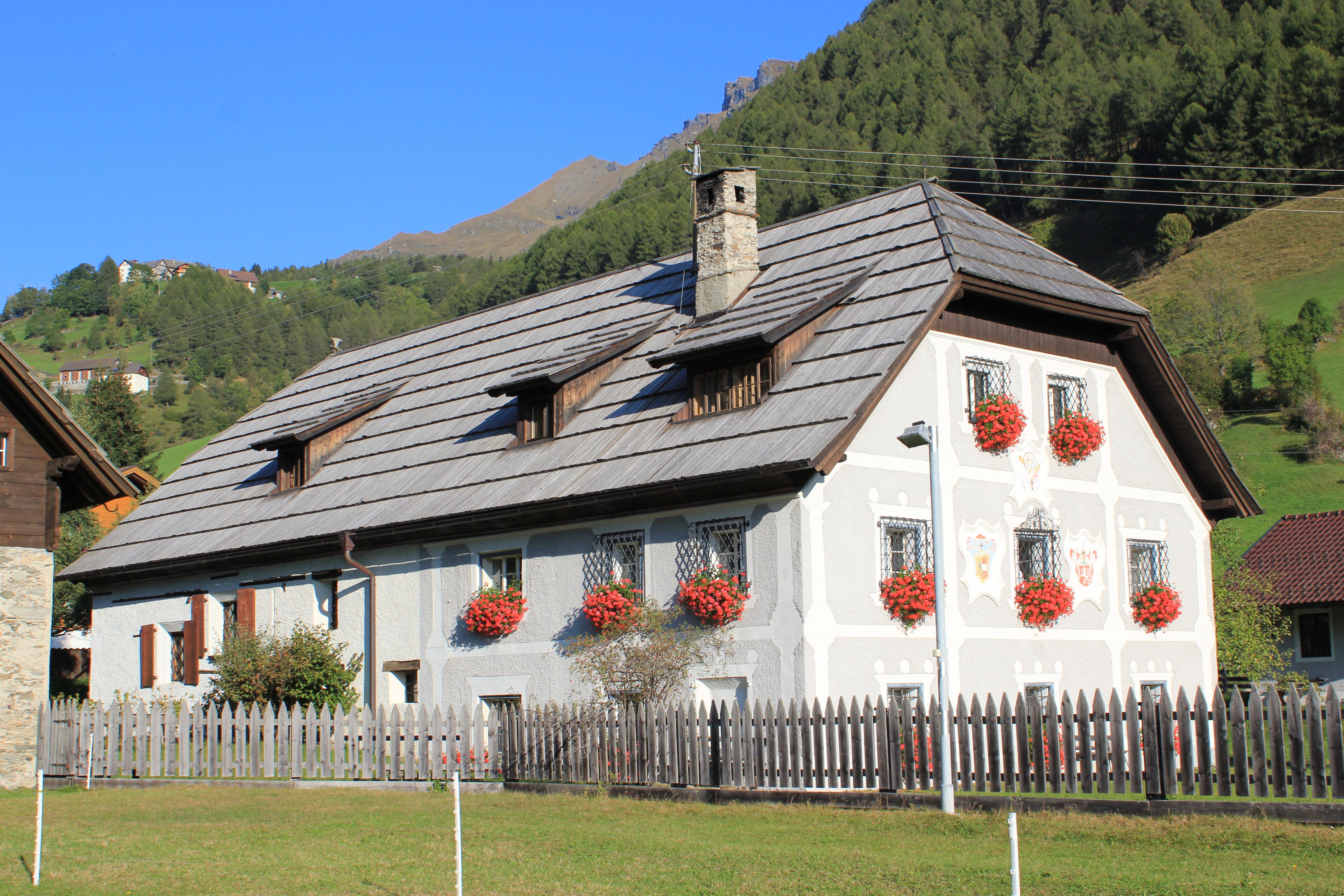
Haupthaus

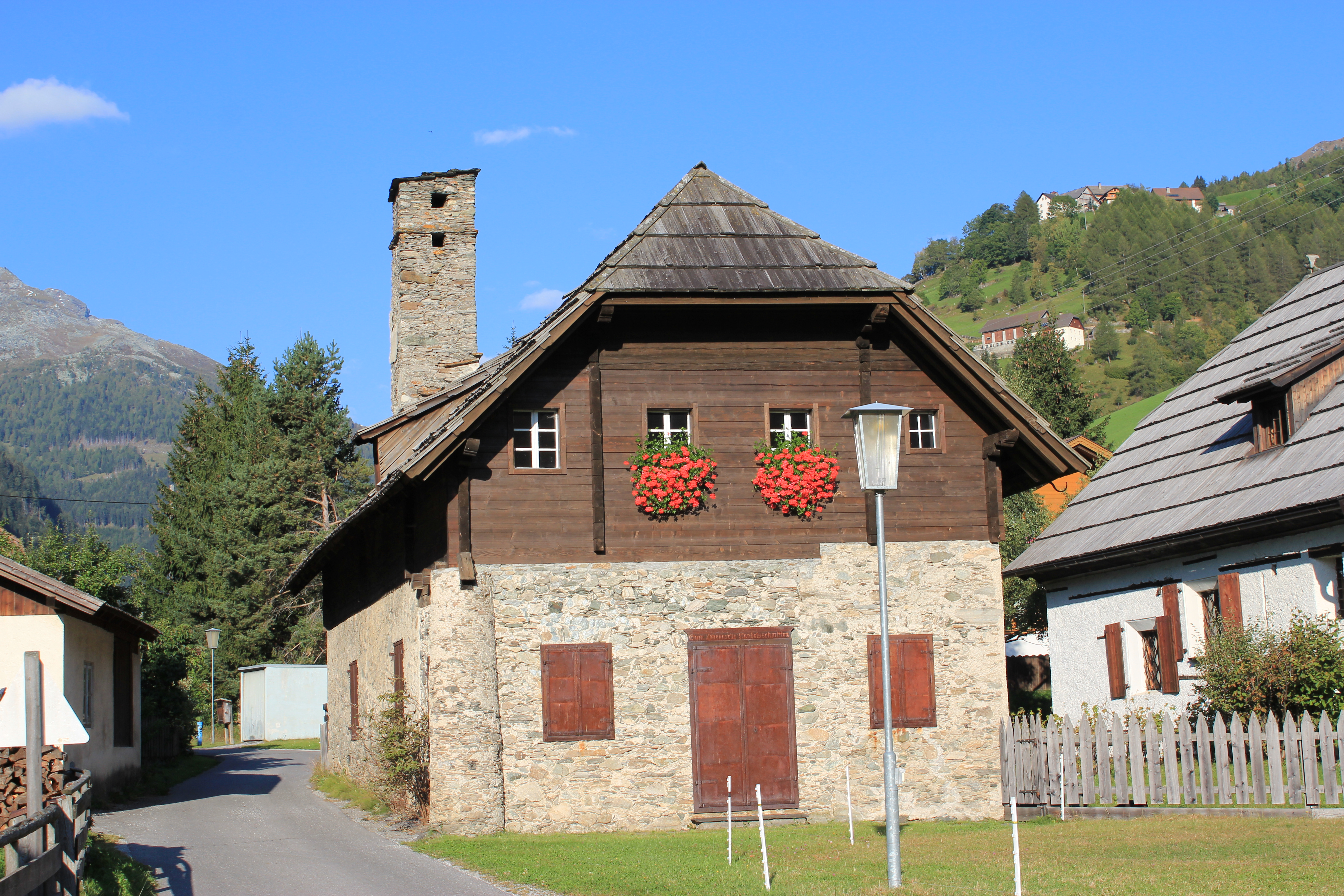
Pochwerk

Das ehemalige Pocherhaus in Oberdorf in der Gemeinde Rennweg am Katschberg war das Zentrum des Gold- und Silberbergbaus im Pöllatal. Die Anlage kam 1639 im Besitz der Grafen Lodron. 1757 wurde das Haus umgebaut und die Fassade mit einer glatt geputzten Pilasterordnung neu gestaltet. Es hat ein Holzbretter gedecktes Krüppelwalmdach. An mehreren Fenstern wurden barocke, schmiedeeiserne Korbgitter angebracht. Die Kartuschen an der Ostseite zeigen die Wappen des Erzbistums Salzburg und der Grafen Lodron und eine neuzeitliche Darstellung des heiligen Petrus. Die „Hohe Stub’m“ im Dachgeschoß des um 1757 eingefügten Blockbaus besitzt eine reich verzierter Stuckdecke mit den Lodron’schem Löwen und eine geschnitzte, barocke Türe mit Initialen und Jahreszahl „17 M. L. 57“ (Ernst Maria Graf Lodron).
Das Haus ist das Geburtshaus des Malers und Bildhauers Josef Messner. Im Haus befindet sich das 1858 von Messner geschaffene heilige Grab aus der Pfarrkirche Sankt Peter im Katschtal.
Südlich des Haupthauses steht das 1757 errichtete „Poch- und Waschwerk samt Anquickmühle“. Das Gebäude besteht aus einem aus Bruchsteinen gemauerten Erdgeschoß und einem in Blockbauweise gezimmerten Dachgeschoß mit einem Krüppelwalmdach und Schleppgaupen. Im vorderen Teil des Gebäudes war der Beschlagstand untergebracht, im dahinter liegenden Raum die Schmiede mit zwei Essen an der Beutelmühle und der Stampfmühle, deren unterschlächtiges Rad erhalten geblieben ist. Weiters befindet sich im Gebäude eine Sammlung von Werkzeugen, Einrichtungen und Erzeugnissen des Schmiede- und Müllerhandwerks.